# Place Édouard-Bouillière
La place Édouard-Bouillière (en occitan : plaça Audoard Bouillière) est une place de Toulouse, chef-lieu de la région Occitanie, dans le Midi de la France. Elle se situe dans le quartier de Reynerie, dans le secteur 6 - Ouest.

## Situation et accès

### Voies rencontrées
La place Édouard-Bouillière rencontre les voies suivantes, dans l'ordre des numéros croissants :
1. Rue du Doyen-Lefebvre
2. Rue Léonce-de-Lavergne
3. Allée Marc-Saint-Saëns
4. Avenue Louis-Bazerque
5. Rond-point de Basso-Cambo
6. Avenue du Mirail

### Transports

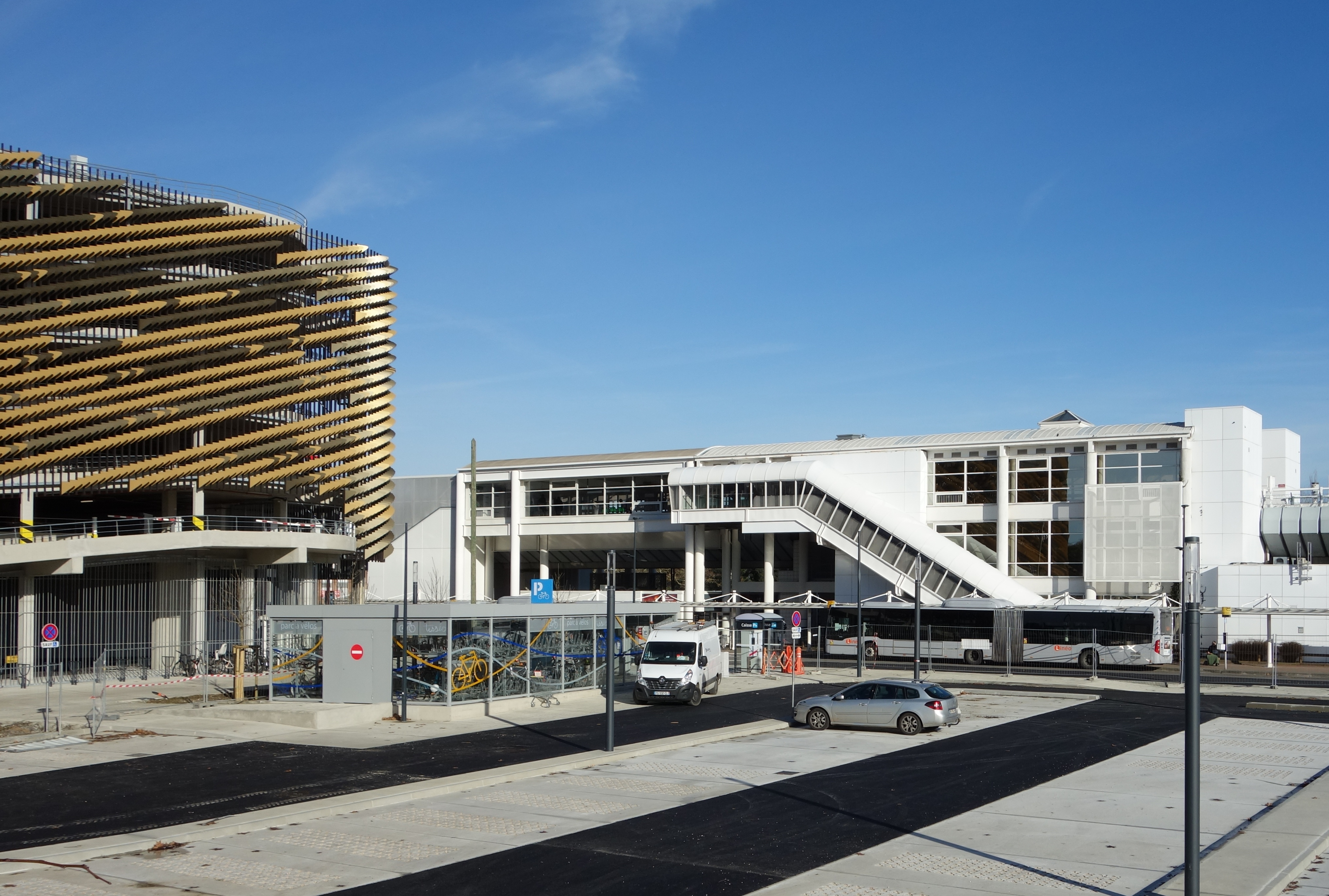
La station de métro et la gare de bus de Basso Cambo.

Le nord de la place Édouard-Bouillière abrite la station de métro Basso Cambo, terminus de la ligne de métro . La vaste gare de bus qui l'entoure regroupe également le terminus des lignes du Linéo L4L11, ainsi que des bus 14182146484950535885117. Les lignes de bus 2587 y marquent aussi l'arrêt. Le sud de la place est plus proche de la station de métro Bellefontaine, près de l'allée du même nom, où se trouvent également les lignes du Linéo L4 et du bus 14.
Il n'existe en revanche pas de stations de vélos en libre-service VélôToulouse sur la place Édouard-Bouillière, ni dans les voies à proximité.

## Odonymie
En 1972, la place est nommée en hommage à Édouard Bouillière (1900-1967), peintre toulousain. Élève, puis professeur à l'école des Beaux-Arts de la ville, il se consacre à la peinture de paysages. Dans les années 1930, il participe également à la décoration du Parc municipal des sports et de la Bibliothèque municipale.

## Patrimoine et lieux d'intérêt

### Mosquée du Mirail

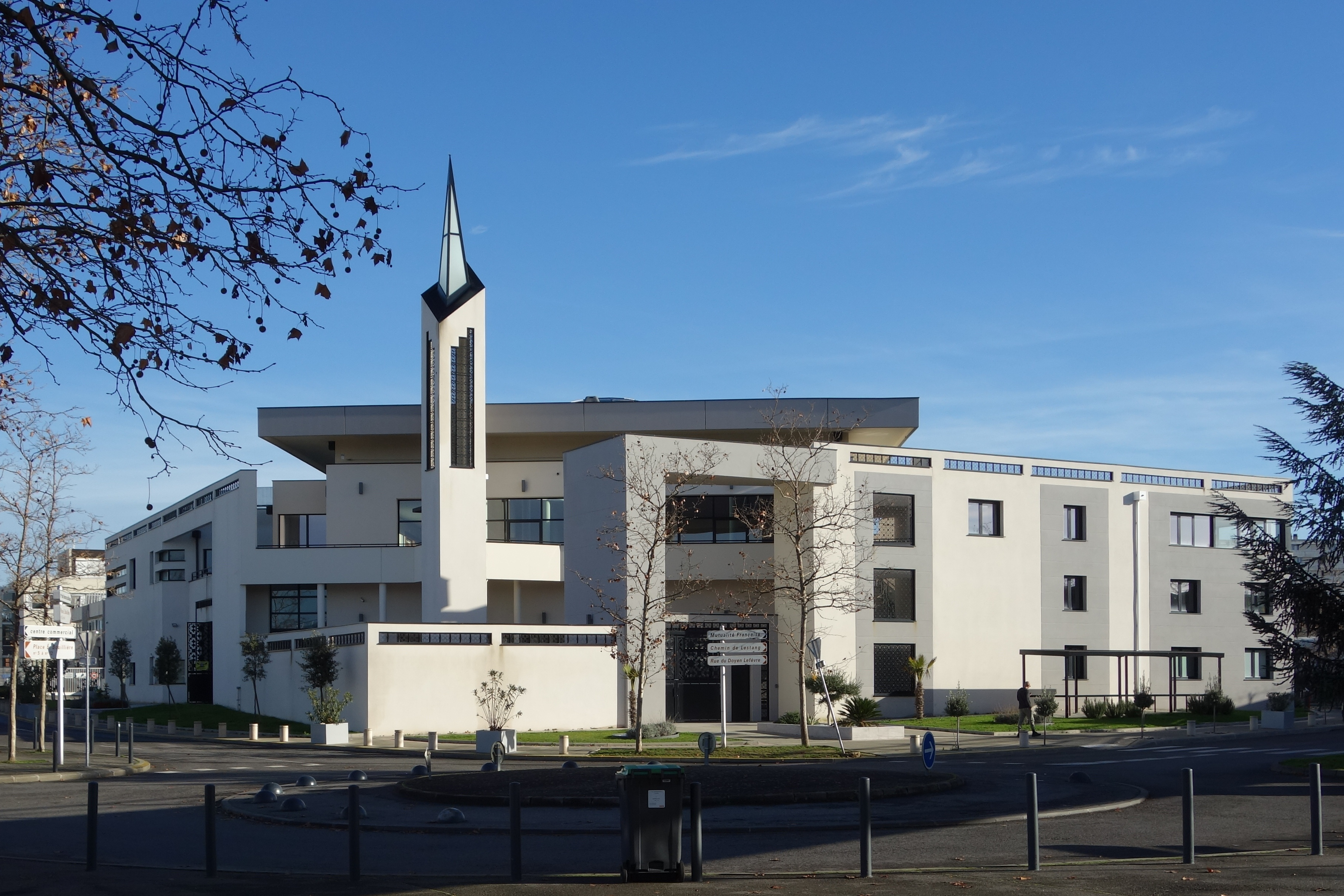
no 1 : la mosquée du Mirail.

En 2005, une mosquée provisoire, simple bâtiment en constructions modulaires, est installée sur le parking du Géant Casino : la mosquée de Basso Cambo est animée par l'imam Mamadou Daffé, président de l'association cultuelle et culturelle islamique en France (ACCIF). Elle porte le projet d'une nouvelle mosquée du Mirail, qui est construite entre 2015 et 2022 sur une parcelle entre la place Édouard-Bouillière et la rue du Doyen-Lefebvre, pour un coût de 4 millions d'euros apportés par les fidèles. Les plans sont dressés par l'architecte toulousain Mustapha Seghir. Elle est inaugurée le 18 avril 2022, en période de jeûne de Ramadan. Elle est à cette date le plus grand édifice religieux de la ville, puisqu'elle peut accueillir près de 4 000 personnes. La mosquée dispose de trois salles de prière, mais aussi de salles de classe et de réunion, d'une bibliothèque, de bureaux et d'un gymnase.
L'édifice, d'un style moderne, se compose de plusieurs volumes géométriques qui occupent une superficie de 2 000 m². Les façades sont couvertes d'un crépi clair et animées par les bandeaux d'ouvertures rectangulaires dont les panneaux sont ajourées de motifs géométriques inspirées de l'art islamique. Le minaret, dans l'angle nord-ouest, s'élève à 22,50 mètres de hauteur. La flèche en verre s'éclaire pendant les heures de prière. Plusieurs portes, nommées d'après des compagnons de Mahomet, donnent accès la mosquée : la porte Omar ibn al-Khattâb, à l'ouest, la porte Othmân ibn Affân, au nord, la porte Ali ibn Abi Talib, à l'est, et la porte Abou Bakr As-Siddiq, au sud. Le corps de bâtiment central est un pavé, large de 27 mètres et long de 35 mètres. Il abrite au sous-sol les salles des ablutions et, au rez-de-chaussée et à l'étage, deux salles de prière. Le plafond est largement ouvert par une coupole vitrée de 13 mètres de diamètre.

### Centre commercial Casino Basso Cambo

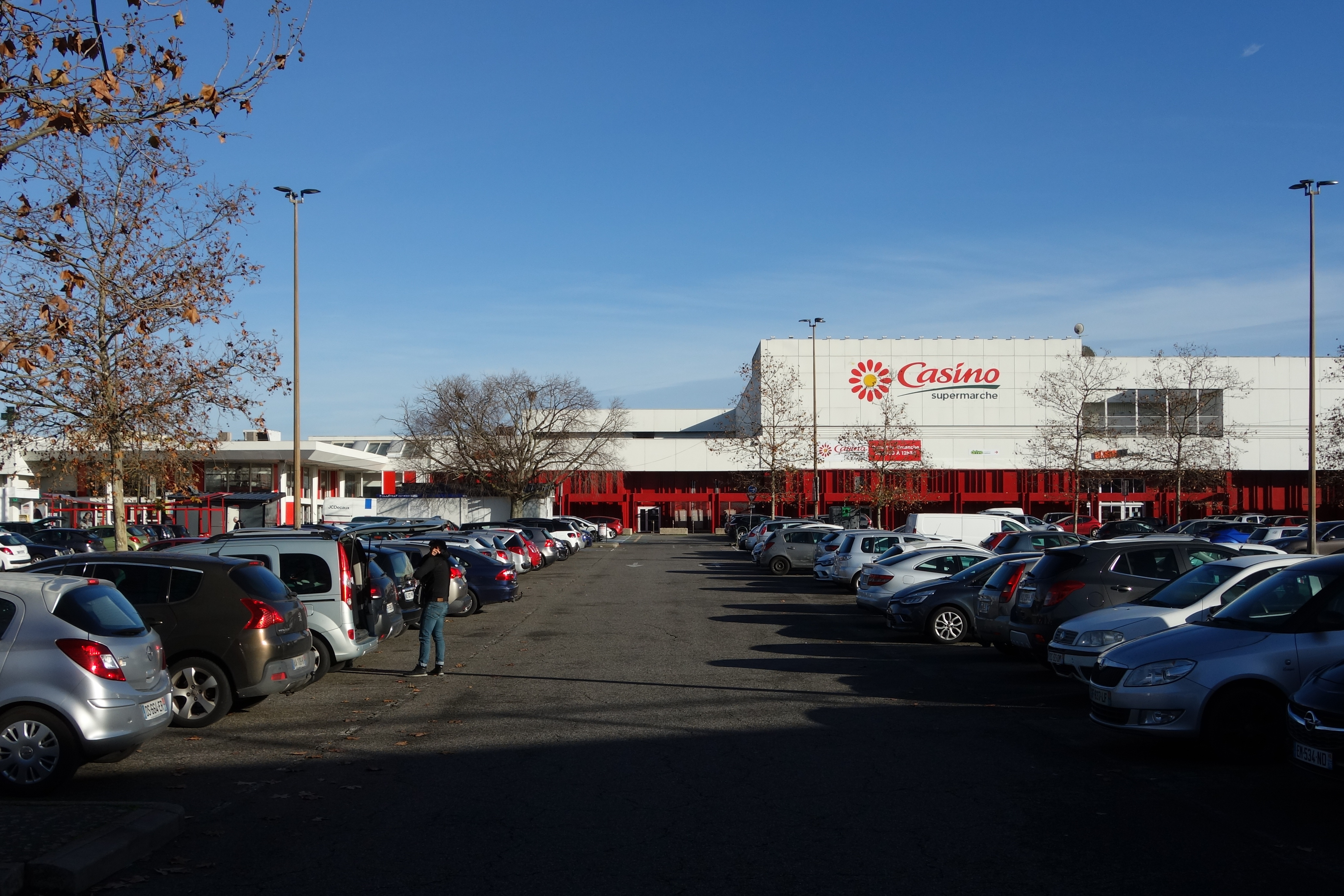
no 5 : centre commercial Casino Basso Cambo.

Le centre commercial, construit entre 1968 et 1970 sur les plans de l'architecte Pierre Lafitte, est le premier édifice construit sur le site du Centre commercial régional du nouveau quartier du Mirail, dont le projet est porté par la Société d'équipement Toulouse Midi-Pyrénées (SETOMIP), la société d'économie mixte de la ville qui pilote l'aménagement de la « nouvelle ville » du Mirail. Le projet en est confié à la société de grande distribution L'Épargne, fondée à la fin du XIXe siècle par deux Toulousains, Eugène et Émile Sénac. Lorsqu'il ouvre ses portes en avril 1970, le Géant-Épargne est considéré, avec 17 000 m² de surfaces de vente, comme un des plus grands hypermarchés d'Europe et le plus grand de Toulouse – le Super-Suma du quartier Gramont (actuel Espace Gramont, no 2 chemin de Gabardie), inauguré l'année précédente, ne propose que 8 000 m².
L'hypermarché est agrandi à plusieurs reprises, particulièrement avec le développement d'une galerie commerciale. En 1988, à la suite du rachat de la société L'Épargne par le groupe Casino, l'hypermarché devient Géant Casino. En 2005, en raison de difficultés financières récurrentes et du manque de rentabilité du magasin, le groupe Casino décide de transformer l'hypermarché qui, sur le modèle du hard-discount, devient Géant Discount, voyant sa superficie de vente réduite de 8 000 à 6 000 m². En 2011, à la suite de l'échec de cette nouvelle politique commerciale, il devient un Hyper Casino et, en 2014, à nouveau Géant Casino. Finalement, en 2022, le groupe prend la décision de le transformer en Supermarché Casino.

### Station de métro Basso Cambo
La station de Basso Cambo est mise en service le 26 juin 1993, lors de l'ouverture à l'exploitation de la première section de la ligne A du métro, entre Basso Cambo et Jolimont, par la Semvat, société d'économie mixte chargée du réseau de transports en commun de l'agglomération, absorbée par Tisséo en 2004. Elle a pour particularité d'être l'une des deux stations du réseau à être aérienne. Entre 2017 et 2019, des travaux de modernisation de la ligne A sont menés afin de permettre l'extension des quais et l'utilisation de rames de 52 mètres à quatre voitures. Les travaux sont menés par le cabinet d'architecture Azéma Architectes.
Le hall de la salle des billets est accessible par deux doubles portes, situées au niveau des quais d'accès aux bus et de l'agence Tisséo. La station est équipée de quais latéraux à douze portes lui permettant de recevoir, depuis les travaux de modernisation de la ligne A menés entre 2017 et 2019, des rames de 52 mètres à quatre voitures. Il est équipé de guichets automatiques pour l'achat des titres de transports, de panneaux d'information sur l'état du réseau Tisséo et sur les arrivées et départs des prochains bus du réseau. Un escalator du côté ouest permet d'accéder aux quais, situés au-dessus du hall, tandis qu'un escalator du côté est permet de les quitter.
Une installation artistique, sans titre, due à l'artiste d'origine allemande Beate Honsell-Weiss, encadre le viaduc du métro, à l'extérieur de la station. Elle est composée de trois mâts en acier qui portent chacun une forme géométrique simple en plexiglas coloré, composant un signal lumineux : un rectangle vert symbolisant le souffle divin, un triangle rouge pour l'amour spirituel et un ovale doré pour le verbe.

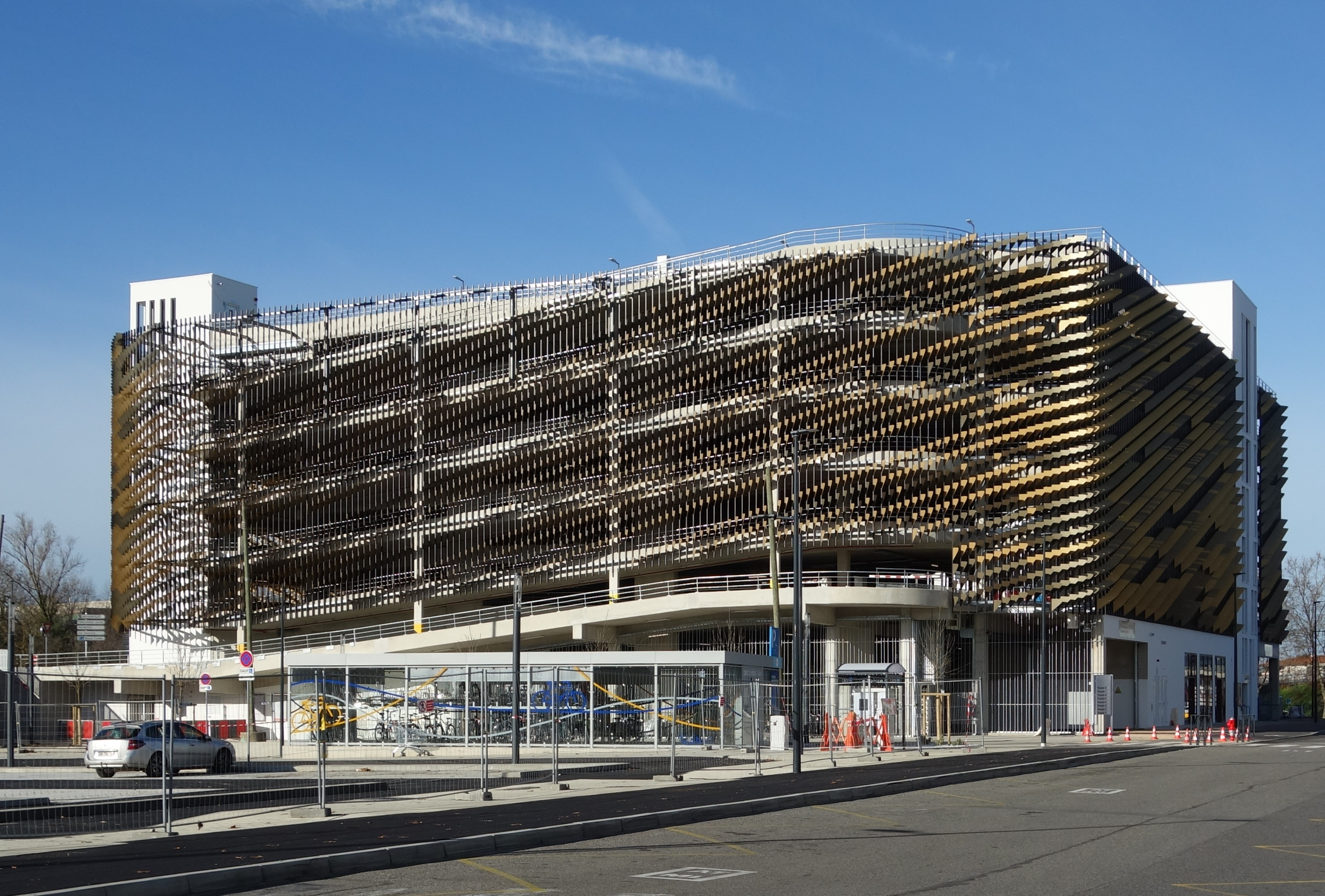
Le parking-silo de Basso Cambo 1.

La station de métro est entourée d'un vaste parc relais de 300 places. Entre 2021 et 2022, un parking-silo de 480 places est construit à l'ouest de la station, en limite de l'avenue Louis-Bazerque, sur les plans d'Azéma Architectes. Le bâtiment, qui s'élève sur six étages, possède une ossature en béton bas carbone, utilisant la technique des planchers précontraints par post-tension. Le rez-de-chaussée est occupé par un garage pour les bus, ainsi que des espaces commerciaux. Aux étages, dévolus au stationnement, le bâtiment est enveloppé d'une structure métallique sur laquelle sont fixées 8 000 écailles d'aluminium thermolaquées qui évoquent un champ de blé, dans une évocation du passé agricole de Basso Cambo.